# 川底
川底（かわぞこ、せんてい、河底、英: river bedまたは英: stream bed）は、河川の水流に覆われている地面のこと。河床（かしょう、かわどこ、川床）とも呼ばれる。行政的には専ら河床が使われる。川底には礫や砂が堆積している。